# راجندرا بيكرام شاه
راجندرا بيكرام شاه (بالنيبالية: श्री ५ महाराजाधिराज राजेन्द्र विक्रम शाह देव)؛ (1813–1881) كان ملكًا لنيبال من عام 1816 وحتى 1847. شهدت فترة حكمه صعود أسرة الرنا؛ في عام ١٨٤٦، تولى جونغ بهادر رنا السلطة، وفي العام التالي، أُجبر راجندرا على التنازل لصالح ابنه سوريندرا. 

## نشأته
تولى العرش في سن الثالثة عقب وفاة والده جيرفان يودها بيكرام شاه ديفا. كانت معظم فترة حكم راجندرا تحت الوصاية من زوجة جدته المشيدة لاليتا تريبورا سونداري ديفي (توفيت في ١٨٣٢) ورئيس الوزراء بيمسين تابا. بصفته وصيًا على العرش، كان بيمسين تابا يحتجز الملك في عزلة - ولم يكن يمنحه حتى حرية مغادرة القصر دون إذن مسبق.

## فتره الحكم

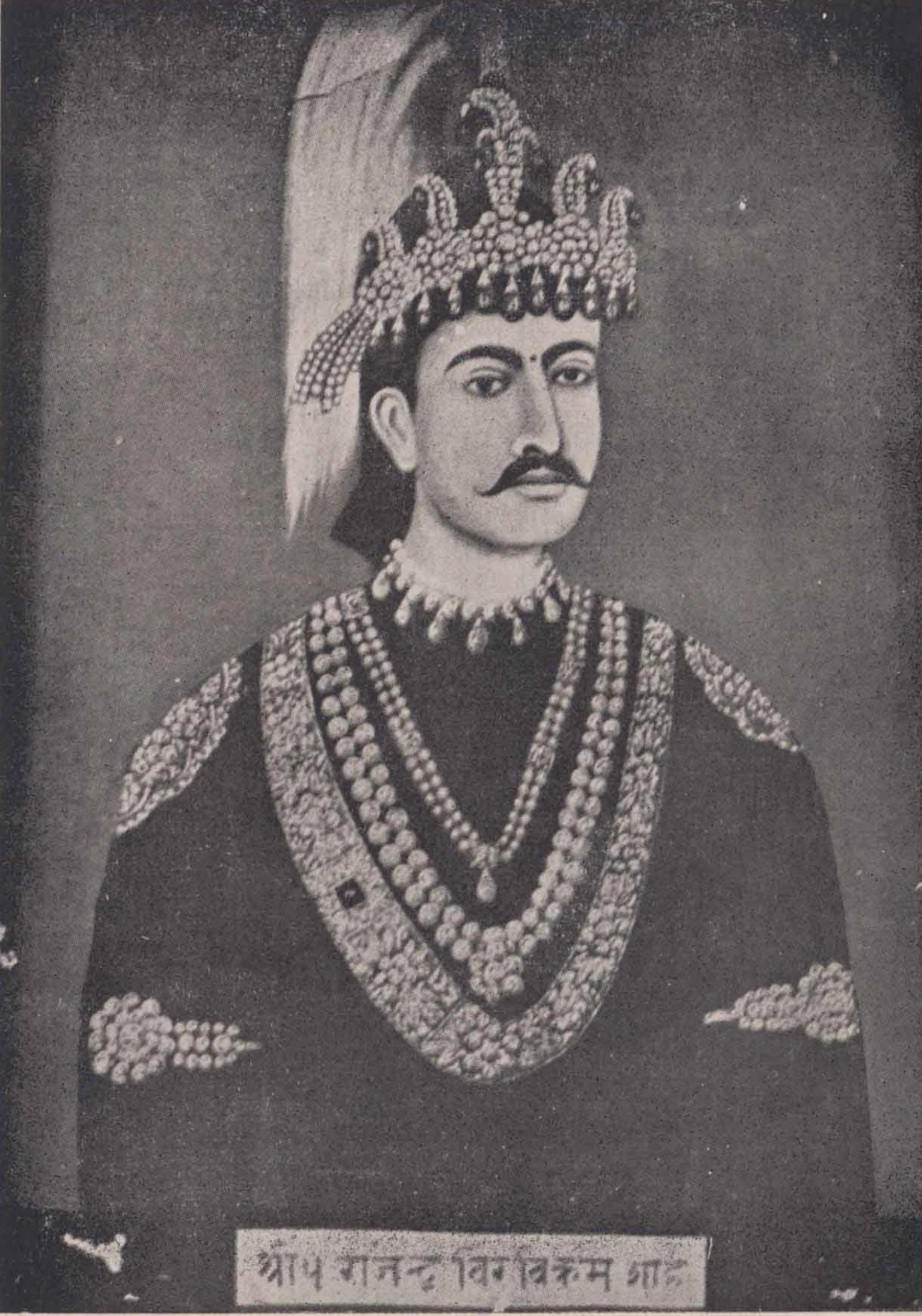
راجندرا بيكرام شاه، 1831

بلغ راجندرا سن الرشد في عام 1832، وفي عام 1837 أعلن عن نيته الحكم بشكل مستقل عن رئيس الوزراء، مما دفعه لتجريد بيمسن تابا وابن شقيقه، ماثابار سينغ، من سلطتهما العسكرية.

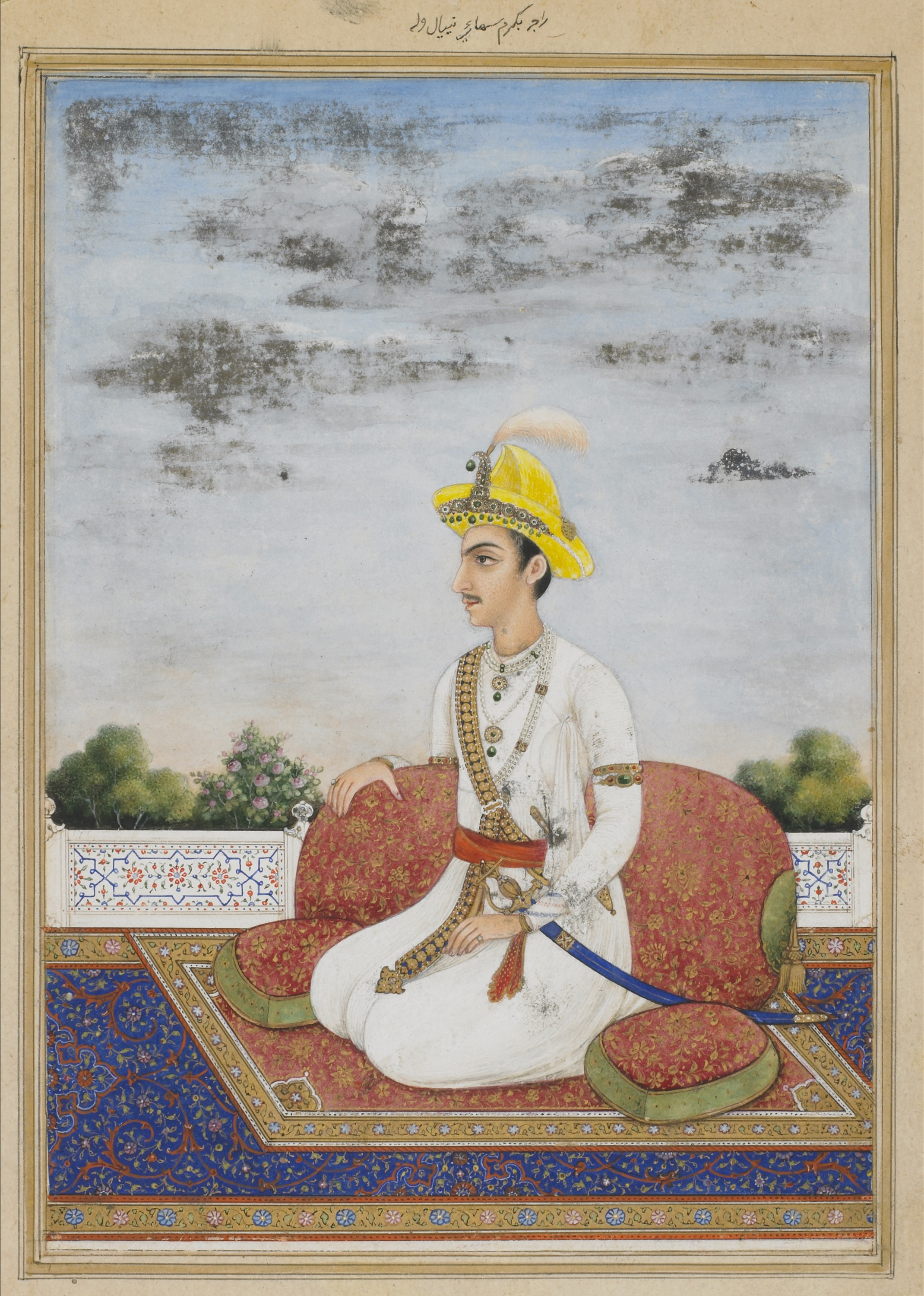
الملك راجيندرا فيكرم شاه

## أواخر حياته
اعتقلت قوات جونغ بهادور راجندرا في عام 1847 وأحضروه إلى بهاكتابور، وسمح له فيما بعد بالإقامة في قصر هانومان دهوكا.
توفي في قصر بهاكتابور في 10 يوليو 1881 في سن السابعة والستين خلال عهد حفيده الكبير.

## روابط/مصادر خارجية
- الديوان الملكي النيبالي – الموقع الرسمي نسخة محفوظة 10 نوفمبر 2006 على موقع واي باك مشين.
- السيرة الذاتية لراجندرا بيكرام شاه - الصفحة الرئيسية في نيبال
- مكتبة الكونغرس الدراسات القطرية: نيبال